# Sophos
Sophos Group plc là một công ty phần mềm bảo mật và phần cứng có trụ sở tại Anh Quốc. Sophos phát triển các sản phẩm cho điểm cuối giao tiếp, mã hóa, bảo mật mạng, bảo mật email, bảo mật di động. Sophos chủ yếu tập trung vào việc cung cấp phần mềm bảo mật cho các tổ chức. Mặc dù không phải là trọng tâm chính, Sophos cũng cung cấp các sản phẩm cho người dùng gia đình, thông qua các giải pháp chống virus miễn phí và trả phí (Sophos Home / Home Premium). Nó đã được niêm yết trên Thị trường chứng khoán London cho đến khi nó được mua lại bởi Thoma Bravo vào tháng 2 năm 2020.

## Lịch sử
Sophos được thành lập bởi Jan Hruska và Peter Lammer và bắt đầu phất triển các sản phẩm phần mềm chống virus và mã hóa đầu tiên vào năm 1985. Trong cuối những năm 1980 và vào những năm 1990, Sophos chủ yếu phát triển và bán một loạt các công nghệ bảo mật ở Anh, bao gồm các công cụ mã hóa có sẵn cho hầu hết người dùng (tư nhân hoặc doanh nghiệp). Vào cuối những năm 1990, Sophos tập trung vào việc phát triển và bán công nghệ chống virus, và bắt tay vào một chương trình mở rộng quốc tế.
Năm 2003, Sophos mua lại ActiveState, một công ty phần mềm Bắc Mỹ phát triển phần mềm chống thư rác. Vào thời điểm đó, virus lan truyền chủ yếu thông qua thư rác email và điều này cho phép Sophos tạo ra một giải pháp chống thư rác và chống virus kết hợp. Năm 2006, Peter Gyenes và Steve Munford lần lượt được bổ nhiệm làm chủ tịch và giám đốc điều hành của Sophos. Jan Hruska và Peter Lammer vẫn là thành viên hội đồng quản trị. Năm 2010, Nick Bray, trước đây là giám đốc tài chính tập đoàn tại Micro Focus International, được bổ nhiệm làm CFO của Sophos.
Năm 2011, Utimaco Safeware AG (được Sophos mua lại vào năm 2008–2009) đã bị buộc tội cung cấp phần mềm giám sát và theo dõi dữ liệu cho các đối tác đã bán dữ liệu cho các chính phủ như Syria. Sophos đã đưa ra tuyên bố xin lỗi và xác nhận rằng họ đã đình chỉ mối quan hệ của họ với các đối tác được đề cập và tiến hành một cuộc điều tra. Năm 2012, Kris Hagerman, trước đây là giám đốc điều hành tại Corel Corporation, được bổ nhiệm làm giám đốc điều hành của Sophos và gia nhập hội đồng quản trị của công ty. Cựu CEO Steve Munford trở thành giám đốc không điều hành của hội đồng quản trị. Vào tháng 2 năm 2014, Sophos tuyên bố rằng họ đã mua lại Cyberoam Technologies, một nhà cung cấp các sản phẩm bảo mật mạng. Vào tháng 6 năm 2015, Sophos đã công bố kế hoạch huy động 100 triệu USD trên Thị trường chứng khoán London.
Vào ngày 14 tháng 10 năm 2019, Sophos thông báo rằng Thoma Bravo, một công ty cổ phần tư nhân có trụ sở tại Hoa Kỳ, đã đưa ra đề nghị mua lại Sophos với giá 7,40 USD mỗi cổ phiếu, đại diện cho giá trị doanh nghiệp khoảng 3,9 tỷ USD. Hội đồng quản trị của Sophos tuyên bố ý định nhất trí đề xuất đề nghị cho các cổ đông của công ty. Vào ngày 2 tháng 3 năm 2020, Sophos tuyên bố hoàn thành việc mua lại.